# Сопот (Загреб)
Со́пот (хорв. Sopot) — мікрорайон у столиці Хорватії Загребі, розташований у міському районі Новий Загреб-Схід. За переписом 2021 року, населення мікрорайону становило 6 433 жителі.
За даними перепису 2011 року у Сопоті проживали 7428 осіб.

## Положення
Сопот обмежований на півночі проспектом Дубровник, на заході — проспектом Вечеслава Холєваца, на півдні — Ісландською вулицею і на сході — вулицею Федеративної Республіки Німеччина. На північ простягається загребський мікрорайон Средище, на захід — Сігет, на схід — Утрина, а на південь — т. зв. Савський луг.

## Історія та сьогодення
Мікрорайон побудовано в 1970-х роках, а помітного значення він набув 1979 року, коли на його півночі вздовж сьогоднішнього проспекту Дубровник (тоді проспекту Бориса Кидрича) проклали трамвайну колію. Нині по проспекту пролягають трамвайні маршрути №№ 7 і 14, а 6-й маршрут робить там розворот.
У мікрорайоні розташовані Загребська податкова адміністрація Міністерства фінансів Хорватії, Спортивно-рекреаційний центр «Сопот», римокатолицька парафія Тіла Христового, міська гімназія №12 і дитсадок.. 